# اچ‌دی ۸۶۲۶۴
اچ‌دی ۸۶۲۶۴ یک ستاره است که در صورت فلکی مار باریک قرار دارد.